# Ява (табачная фабрика)
«Ява» — московская фабрика по изготовлению папирос, сигарет, трубочного табака и курительных трубок, просуществовавшая с 1864 по 2012 год.

## История
В 1856 году из Харькова в Москву прибывают три караимских купца: Авраам Зурна, Самуил Садукович Габай и Авраам Давидович Капон, которые поначалу занимались торговлей табачными изделиями, а в впоследствии организовали их собственное производство. В 1864 году, решив легализовать свою предпринимательскую деятельность, А. Капон и С. Габай подают властям прошение с просьбой об открытии табачной фабрики в Москве по адресу «в Тверской части, в 5-м квартале, в доме Никитина № 396 по Салтыковскому переулку». Вскоре С. Габай остаётся единственным управляющим этой фабики. В конце XIX века фабрика преобразовывается в «Товарищество табачной фабрики С. Габай». После смерти С. Габая в 1879 году директором фабрики становится его жена Анна Юфудовна Габай, а в 1905 — его 33-летний сын Иосиф Самуилович Габай.
В 1912 начинается производство папирос Ява из табака с одноимённого индонезийского острова. В это же время стали выпускаться папиросы Герцеговина Флор с табаком из Герцеговины. Кроме них на фабрике выпускались папиросы Посольские, Леда, Басма, Царские (во время Первой мировой войны (1914—1918)), Нарзан, Три богатыря, Спутник. 
После национализации товарищество в 1918 году переименовывают в «Государственную табачную фабрику № 2». В конце 1920-го фабрику посещает делегация трудящихся из Индонезии, и в честь укрепления дружеских отношений фабрику переименовывают в «Государственную табачную фабрику № 2 „Ява“».
С 1930-х годов фабрика начала выпускать популярные папиросы Казбек и Беломорканал.
В советское время фабрика являлась ведущим производителем табачной продукции высокого качества. Впервые в СССР в 1965 году на ней стали выпускать сигареты международного формата king size (длиной 85 мм) — это были сигареты Ява с фильтром. Производились они на английском оборудовании фирмы Molins. Также выпускалась Ява-100 соответствующей названию длины. В 1970-е фабрика закупила другое импортное оборудование для производства сигарет длиной 80 мм, первой маркой которых стала «Космос». В 1975 году совместно с Philip Morris начато производство сигарет Союз Аполлон, а впоследствии и Marlboro. 
После распада СССР в 1991 году предприятие было приватизировано. Производство курительных трубок закрыто в начале 1990-х. В октябре 1994 году контрольный пакет акций Явы приобретает британская транснациональная компания British American Tobacco. В августе 1997 начато производство сигарет Ява Золотая.
Фабрика проработала до первых месяцев 2012 года. В 2013 продан занимаемый ею земельный участок, корпус фабрики был реконструирован в жилой квартал премиум-класса «ArtResidence». Бывший адрес фабрики: 3-я улица Ямского Поля, дом 9. Производство Явы Золотой перенесено в Санкт-Петербург и Саратов.